# Megachile nigrorufa
Megachile nigrorufa is een vliesvleugelig insect uit de familie Megachilidae. De wetenschappelijke naam van de soort is voor het eerst geldig gepubliceerd in 1973 door Pasteels.